# Wielokąt gwiaździsty
Wielokąt gwiaździsty – mówiąc nieściśle, jest to linia łamana zamknięta, przecinająca samą siebie, przypominająca z wyglądu gwiazdę. Wielokąt gwiaździsty foremny to linia łamana zamknięta lub kilka takich nałożonych na siebie, utworzonych z tych wszystkich przekątnych wielokąta foremnego, które mają tę samą długość.

## Wielokąty gwiaździste foremne
Na przykład, pięciokąt gwiaździsty foremny (pentagram) otrzymujemy w następujący sposób z pięciokąta foremnego: kreślimy odcinek z pierwszego wierzchołka do trzeciego, potem odcinek z trzeciego do piątego, z piątego do drugiego, z drugiego do czwartego i z czwartego do pierwszego. Proces ten możemy opisać używając dodawania modulo n pewnej wartości x (gdzie n jest liczbą wierzchołków rozważanego wielokąta a liczba całkowita x spełnia {\displaystyle 1<x<n-1}). Używając symbolu Schläfliego otrzymany wielokąt gwiaździsty jest opisywany przez {\displaystyle \{n/x\}}
Jeśli obie liczby symbolu Schläfliego są względnie pierwsze, to taki wielokąt gwiaździsty nazywa się właściwym.
Wielokąty utworzone z co najmniej dwóch łamanych zamkniętych nazywa się niewłaściwymi.

Jak widać na rysunku przedstawiającym wielokąty gwiaździste foremne:
- nie istnieje trójkąt gwiaździsty foremny
- nie istnieje czworokąt gwiaździsty foremny
- jedyny pięciokąt gwiaździsty foremny ({5/2} pentagram) jest właściwy
- jedyny sześciokąt gwiaździsty foremny[1] ({6/2} heksagram) jest niewłaściwy: utworzony jest z dwóch łamanych zamkniętych (z dwóch trójkątów równobocznych).
- oba siedmiokąty gwiaździste foremne (heptagramy {7/3} i {7/2}) są właściwe
- istnieją dwa ośmiokąty gwiaździste foremne (oktogramy), w tym jeden ({8/3}) jest właściwy a drugi ({8/2}) niewłaściwy, utworzony przez dwie łamane zamknięte (dwa kwadraty)